# 젠 (1세대)

Zen

젠(Zen)은 AMD의 차세대 컴퓨터 프로세서 마이크로아키텍처의 코드명으로, 2016년 10월에 출시되었다. 젠은 14 nm 공정으로 제작되며, 앞서 출시된 28 nm 엑스카베이터 프로세서 아키텍처의 후속이 된다. 젠은 APU와 고급 CPU 모두 발표되고, 곧 등장할 AM4 소켓과 호환될 것이다. 앞서 AMD의 프로세서 생산 라인은 소켓 AM3+, 소켓 FM2+, 소켓 AM1과 같은 서로 다른 형태의 여러 소켓으로 흩어져 있었다. 하지만, 젠의 제작에서는 사실상 더욱 단일 칩 시스템에 가까워지면서 요소들과 컨트롤러들을 폭 넓게 통합할 수 있게 되어 이들을 지원하기 위해 서로 다른 마더보드와 소켓을 사용할 필요가 없게 되었다.

## 전세대 대비 향상점
젠의 초기 설계는 예전 모델과는 특별히 달랐는데, 인텔의 아키텍처와, 인텔의 프로세서를 염두에 두고 제작되는 소프트웨어에 대한 경쟁력을 갖추려는 희망에서 보드에 대하여 많은 형태 변화와 개선이 있었다. 젠을 사용하는 프로세서는 저전력 14 nm FinFET 실리콘을 활용하게 된다. 젠 이전의 AMD의 가장 작은 프로세서의 크기는 28 nm였고, 카베리(Kaveri) APU에서 활용되었다.

### 성능
젠의 주요 목표 중 하나는 코어당 성능에 집중하는 것이었으며, 전세대인 엑스카베이터에 비해 클럭당 명령어 처리 횟수가 40% 향상되었다. 엑스카베이터는 이전 모델에 비해 4~15%의 향상이 있었다. 젠은 또한 동시 멀티스레딩을 지원하는데, 이는 일부 인텔 프로세서에서 하이퍼스레딩의 형태로 제공되었던 기능이다. 앞서의 AMD의 불도저를 활용한 칩들은 코어들간에 단일 블록의 자원을 공유하여 낮은 단일 스레드 성능을 초래했다. 라이젠은 목표치를 상회한 52%로 성능 향상이 이루어졌다.

### 메모리
젠 아키텍처를 활용한 APU는 고대역 메모리(High Bandwidth Memory, HBM)을 또한 지원한다. 이전의 AMD의 APU는 비디오 메모리에 전통적으로 DDR3 RAM을 공유했으나, 젠에서는 최대 옥타 채널 DDR4 메모리를 지원한다.

### 전력 소비와 발열
젠 아키텍처를 사용하는 모든 프로세서는 FinFET 실리콘 위의 14 nm 노드로 제조되어, 잠재적으로 28 nm 와 32 nm 비 FinFET 프로세서와 비교하여 전력 소비와 발열을 줄인다.

### 소켓 호환성
이전에는 마더보드 외부의 요소였던 것들을 단일 칩 시스템과 유사하게 통합하여, 젠의 AM4 소켓이 과거의 AM1, FM2+, AM3+ 소켓의 장래의 형태들을 통합하게 될 것이다.

### 냉각
AMD는 2016년 1월, 젠을 적용한 제품에 기존의 번들 쿨러를 대체하는 더 조용하고 강력한 쿨러가 포함될 것이라고 발표했다. 새 번들 쿨러의 이름은 레이스 쿨러이며 65W부터 140W까지 대응한다. 140W까지 대응하며, 기존의 쿨러 대비 방열판을 24% 늘리고, 공기 흐름을 34%까지 개선시켜 소음을 10dB까지 낮췄다. 레이스 쿨러는 차세대 규격 소켓 AM4부터 AM3+, FM2까지 지원한다. AMD는 2016년 하반기부터 고성능 제품을 시작으로 순차적으로 제공한다 했으며, AMD FX 라인업에 먼저 적용했다. 2017년, AMD는 라이젠의 발매와 함께 95W와 65W를 대응할 수 있는 새로운 쿨러 라인업을 공개했다. 2017년 7월 27일, 140W까지 대응하는 번들 쿨러인 레이스 맥스의 단독 판매를 시작했다.
| 쿨러                           | 대응 TDP (W) | 적용 모델                                      | LED 탑재 | 출시가 (USD) |
| ------------------------------ | ------------ | ---------------------------------------------- | -------- | ------------ |
| 레이스 맥스 (Wraith Max)       | 140          | 라이젠 7 1800X, 라이젠 7 1700X, 라이젠 5 1600X | 예       | $59          |
| 레이스 스파이어 (Wraith Spire) | 95           | 라이젠 7 1700                                  | 예       | 출시 안함    |
| 레이스 스파이어 (Wraith Spire) | 80           | 라이젠 5 1600, 라이젠 5 1500X                  | 아니오   | 출시 안함    |
| 레이스 스텔스 (Wraith Stealth) | 65           | 라이젠 5 1400, 라이젠 3 1300X, 라이젠 3 1200   | 아니오   | 출시 안함    |

## 제품

### 데스크톱 프로세서

#### 라이젠
| 목표 세그먼트 | 브랜드                                | 모델  | 폼팩터            | 코어 (스레드) | CPU 클럭 속도 (GHz) | CPU 부스트 클럭 속도 (GHz) | 최대 메모리 클럭 (채널)   | 최대 PCI-E 레인 | L2 캐시       | L3 캐시 | 배수락 해제 | 고효율 XFR (GHz) | TDP  | 출시일          | 소켓 | 출시가격 (USD) | 출시가격 (KSW) |
| ------------- | ------------------------------------- | ----- | ----------------- | ------------- | ------------------- | -------------------------- | ------------------------- | --------------- | ------------- | ------- | ----------- | ---------------- | ---- | --------------- | ---- | -------------- | -------------- |
| 하이엔드      | 라이젠 스레드리퍼(Ryzen THREADRIPPER) | 1950X | 소비자용 데스크탑 | 16 (32)       | 3.4                 | 4.0                        | DDR4-2666 MHz (쿼드 채널) | 64 레인         | 코어 당 512KB | 32MB    | 해제됨      | 공개 예정        | 180W | 2017년 8월 10일 | TR4  | $999           | ₩1,387,000     |
| 하이엔드      | 라이젠 스레드리퍼(Ryzen THREADRIPPER) | 1920X | 소비자용 데스크탑 | 12 (24)       | 3.5                 | 4.0                        | DDR4-2666 MHz (쿼드 채널) | 64 레인         | 코어 당 512KB | 32MB    | 해제됨      | 공개 예정        | 180W | 2017년 8월 10일 | TR4  | $799           | ₩1,104,000     |
| 하이엔드      | 라이젠 스레드리퍼(Ryzen THREADRIPPER) | 1900X | 소비자용 데스크탑 | 8 (16)        | 3.8                 | 4.0                        | DDR4-2666 MHz (쿼드 채널) | 64 레인         | 코어 당 512KB | 16 MB   | 해제됨      | 공개 예정        | 180W | 2017년 8월 31일 | TR4  | $599           | 공개 예정      |
| 퍼포먼스      | 라이젠 7 (Ryzen 7)                    | 1800X | 소비자용 데스크탑 | 8 (16)        | 3.6                 | 4.0                        | DDR4-2666 MHz (듀얼 채널) | 24 레인         | 코어 당 512KB | 16 MB   | 해제됨      | 4.0+             | 95W  | 2017년 3월 2일  | AM4  | $499           | ₩647,000       |
| 퍼포먼스      | 라이젠 7 (Ryzen 7)                    | 1700X | 소비자용 데스크탑 | 8 (16)        | 3.4                 | 3.8                        | DDR4-2666 MHz (듀얼 채널) | 24 레인         | 코어 당 512KB | 16 MB   | 해제됨      | 3.8+             | 95W  | 2017년 3월 2일  | AM4  | $399           | ₩506,000       |
| 퍼포먼스      | 라이젠 7 (Ryzen 7)                    | 1700  | 소비자용 데스크탑 | 8 (16)        | 3.0                 | 3.7                        | DDR4-2666 MHz (듀얼 채널) | 24 레인         | 코어 당 512KB | 16 MB   | 해제됨      | 아니오           | 65W  | 2017년 3월 2일  | AM4  | $329           | ₩425,000       |
| 메인스트림    | 라이젠 5 (Ryzen 5)                    | 1600X | 소비자용 데스크탑 | 6 (12)        | 3.6                 | 4.0                        | DDR4-2666 MHz (듀얼 채널) | 24 레인         | 코어 당 512KB | 16 MB   | 해제됨      | 4.0+             | 95W  | 2017년 4월 11일 | AM4  | $249           | ₩315,000       |
| 메인스트림    | 라이젠 5 (Ryzen 5)                    | 1600  | 소비자용 데스크탑 | 6 (12)        | 3.2                 | 3.6                        | DDR4-2666 MHz (듀얼 채널) | 24 레인         | 코어 당 512KB | 16 MB   | 해제됨      | 아니오           | 65W  | 2017년 4월 11일 | AM4  | $219           | ₩270,000       |
| 메인스트림    | 라이젠 5 (Ryzen 5)                    | 1500X | 소비자용 데스크탑 | 4 (8)         | 3.5                 | 3.7                        | DDR4-2666 MHz (듀얼 채널) | 24 레인         | 코어 당 512KB | 16 MB   | 해제됨      | 3.7+             | 65W  | 2017년 4월 11일 | AM4  | $189           | ₩242,000       |
| 메인스트림    | 라이젠 5 (Ryzen 5)                    | 1400  | 소비자용 데스크탑 | 4 (8)         | 3.2                 | 3.6                        | DDR4-2666 MHz (듀얼 채널) | 24 레인         | 코어 당 512KB | 8 MB    | 해제됨      | 아니오           | 65W  | 2017년 4월 11일 | AM4  | $169           | ₩214,000       |
| 엔트리        | 라이젠 3 (Ryzen 3)                    | 1300X | 소비자용 데스크탑 | 4 (4)         | 3.5                 | 3.7                        | DDR4-2666 MHz (듀얼 채널) | 24 레인         | 코어 당 512KB | 8 MB    | 해제됨      | 3.7+             | 95W  | 2017년 7월 27일 | AM4  | $139           | ₩172,000       |
| 엔트리        | 라이젠 3 (Ryzen 3)                    | 1200  | 소비자용 데스크탑 | 4 (4)         | 3.1                 | 3.4                        | DDR4-2666 MHz (듀얼 채널) | 24 레인         | 코어 당 512KB | 8 MB    | 해제됨      | 아니오           | 65W  | 2017년 7월 27일 | AM4  | $109           | ₩143,000       |

#### 라이젠 프로
| 목표 세그먼트 | 브랜드      | 모델  | 폼팩터              | 코어 (스레드) | CPU 클럭 속도 (GHz) | CPU 부스트 클럭 속도 (GHz) | L2 캐시       | L3 캐시 | 배수락 해제 | 소켓 | 안전 부팅 | 센스MI | 출시일        |
| ------------- | ----------- | ----- | ------------------- | ------------- | ------------------- | -------------------------- | ------------- | ------- | ----------- | ---- | --------- | ------ | ------------- |
| 하이엔드      | Ryzen Pro 7 | 1700X | 기업/OEM용 데스크탑 | 8 (16)        | 3.4                 | 3.8                        | 코어 당 512KB | 16 MB   | 해제됨      | AM4  | 예        | 예     | 2017년 하반기 |
| 하이엔드      | Ryzen Pro 7 | 1700  | 기업/OEM용 데스크탑 | 8 (16)        | 3.0                 | 3.7                        | 코어 당 512KB | 16 MB   | 해제됨      | AM4  | 예        | 예     | 2017년 하반기 |
| 메인스트림    | Ryzen Pro 5 | 1600  | 기업/OEM용 데스크탑 | 6 (12)        | 3.2                 | 3.6                        | 코어 당 512KB | 16 MB   | 해제됨      | AM4  | 예        | 예     | 2017년 하반기 |
| 메인스트림    | Ryzen Pro 5 | 1500  | 기업/OEM용 데스크탑 | 4 (8)         | 3.5                 | 3.7                        | 코어 당 512KB | 16 MB   | 해제됨      | AM4  | 예        | 예     | 2017년 하반기 |
| 엔트리        | Ryzen Pro 3 | 1300  | 기업/OEM용 데스크탑 | 4 (4)         | 3.5                 | 3.7                        | 코어 당 512KB | 8 MB    | 해제됨      | AM4  | 예        | 예     | 2017년 하반기 |
| 엔트리        | Ryzen Pro 3 | 1200  | 기업/OEM용 데스크탑 | 4 (4)         | 3.1                 | 3.4                        | 코어 당 512KB | 8 MB    | 해제됨      | AM4  | 예        | 예     | 2017년 하반기 |

## 같이 보기
- AMD K9
- 라이젠
- 스팀롤러 (마이크로아키텍처)
- 젠+
- 젠 2